# Subiecte de grupa a 4-a la Bacalaureatul Internațional
Subiectele din Grupa a 5-a: Științe experimentale ale programului de diplomă IB reprezintă principala grupă științifică din programa bacalaureatului internațional. Ele cuprind șapte cursuri, dintre care cinci sunt oferite atât la nivel standard (SL), cât și la nivel superior (HL): Chimie, Biologie, Fizică, Tehnologie de proiectare și, din august 2012, Informatică (curs care era anterior cuprins în grupa a 5-a, iar acum este oferit ca parte a subiectelor din grupa a 4-a). Există, de asemenea, două cursuri oferite doar la nivel SL: Sisteme de mediu și societăți, un curs transdisciplinar care satisface cerințele programei pentru grupele 3 și 4, și Sport, exerciții fizice și științe ale sănătății (anterior, până în 2013, un subiect pilot). Astronomia este și ea inclusă în programă. Elevii care urmează două sau mai multe subiecte din grupa a 4-a pot combina oricare dintre subiectele menționate mai sus. 
Cursurile de chimie, biologie, fizică și tehnologie de proiectare au fost actualizate în septembrie 2014, cu îmbunătățiri ale programelor (inclusiv reducerea numărului de opțiuni), o nouă componentă de evaluare internă similară explorărilor din grupa a 5-a (matematică), și o „nouă abordare bazată pe concept” numită Natura științei. A fost introdus și un nou curs disponibil doar la nivel standard, proiectat pentru candidații care nu doresc să-și continue studiile în domeniul științelor, concentrându-se asupra unor concepte importante în chimie, biologie și fizică.  

## Structură și evaluare
Toate subiectele din grupa a 4-a (cu excepția informaticii și a sistemelor de mediu și societăți, vezi mai jos) urmează aproape același format. Fiecare subiect are o materie de bază (denumită SSC – Subject Specific Core), adică materialul predat la nivelurile standard și înalt. Elevii care doresc să dea examenul de nivel superior trebuie să învețe și materia suplimentară pentru nivel înalt (denumită AHL – Additional Higher Level). În cele din urmă, există o listă de opțiuni pentru fiecare subiect din care trebuie alese două. Elevii de nivel înalt uneori nu pot să aleagă anumite opțiuni care sunt disponibile elevilor de nivel standard, deoarece AHL-ul le acoperă deja. În mod ideal, elevii aleg opțiunile pe baza propriilor abilități și preferințe, însă în practică opțiunile sunt de obicei alese de către școală (pe baza facilităților științifice ale școlii și a capacităților instructorului). Elevii petrec un sfert din cele 150 de ore de instruire SL (240 de ore pentru HL, cu toate acestea, ambele numere sunt doar recomandări, și nu sunt aplicate neapărat) efectuând lucrări practice în laborator. Subiectele de grupa a 4-a la nivel standard sunt adaptate pentru elevii care nu doresc să urmeze o carieră în domeniul științelor.
Evaluarea unui subiect din grupa a 4-a cuprinde următoarele: 
- Evaluarea internă a lucrărilor practice (24%)
- Lucrarea 1 – întrebări cu răspunsuri multiple asupra SSC (20%)
- Lucrarea 2 – întrebări cu răspuns deschis asupra SSC (32% la SL, 36% la HL)
- Lucrarea 3 – întrebări cu răspuns deschis asupra opțiunilor (24% la SL, 20% la HL)

La nivelul standard, examenele sunt de 45 de minute, 1 oră și 15 minute și 1 oră respectiv. La nivel superior, acestea sunt de 1 oră, 2 ore și 15 minute și 1 oră și 15 minute respectiv. Calculatoarele nu sunt permise la lucrarea 1, dar acestea (precum și o broșură cu formule și un tabel periodic) sunt permise la lucrările 2 și 3. 

## Subiecte

### Fizică (2009-2015)

#### Nivel standard
80 de ore de instruire pe 8 teme 
- Fizică și măsurarea fizică
- Mecanică
- Fizică termică
- Oscilații și unde
- Curent electric
- Domenii și forțe
- Atomică și fizică nucleară
- Energia, puterea și schimbările climatice

cu 30 de ore de instruire pe două teme opționale: 
- Vederea și fenomenele undelor
- Fizica cuantică și fizica nucleară
- Tehnologie digitală
- Teoria relativității și fizica particulelor
- Astrofizică
- Comunicații
- Undele electromagnetice

și 40 de ore de lucru practic.

#### Nivel înalt
80 de ore pe subiecte de bază din fizica SL, cu 55 de ore pe 6 subiecte suplimentare: 
- Mișcarea în câmpuri
- Fizică termică
- Fenomenele undelor
- Inducție electromagnetică
- Fizică cuantică și fizica nucleară
- Tehnologie digitala

și 45 ore de instruire pe două discipline opționale: 
- Astrofizică
- Comunicații
- Unde electromagnetice
- Teoria relativității
- Fizica medicală
- Fizica particulelor

și 60 de ore de lucru practic. 

### Fizică (2016-2022)

#### Programă

##### Materia de bază SL / HL
- Tema 1: Măsurători și erori de măsurare (5 ore)
- Tema 2: Mecanică (22 ore)
- Tema 3: Fizica termică (11 ore)
- Tema 4: Unde (15 ore)
- Tema 5: Electricitate și magnetism (15 ore)
- Tema 6: Mișcarea circulară și gravitația (5 ore)
- Tema 7: Fizica atomică, nucleară și a particulelor (14 ore)
- Tema 8: Producerea de energie (8 ore)

##### Extindere HL
- Tema 9: Fenomenele undelor (17 ore)
- Tema 10: Câmpuri (11 ore)
- Tema 11: Inducția electromagnetică (16 ore)
- Tema 12: Fizica cuantică și nucleară (16 ore)

##### Opțiuni
- Opțiunea A: Relativitate (15/25 ore)
- Opțiunea B: Fizică inginerească (15/25 ore)
- Opțiunea C: Imagistică (15/25 ore)
- Opțiunea D: Astrofizică (15/25 ore)

### Chimie (2009-2015)

#### Nivel standard
80 de ore de instruire pe temele următoare: 
- Chimie cantitativă
- Structura atomică
- Periodicitate
- Legături chimice
- Energetică
- Cinetică
- Echilibrul chimic
- Acizi și baze
- Oxidare și reducere
- Chimie organică
- Măsurarea și prelucrarea datelor

și 30 de ore pe două opțiuni din temele: 
- Chimie analitică modernă
- Biochimie umană
- Chimie în industrie și tehnologie
- Medicamente și substanțe
- Chimia mediului
- Chimie alimentară
- Chimie organică suplimentară

împreună cu 40 de ore de lucru practic. 

#### Nivel înalt
80 de ore pentru materia de bază a cursului standard cu 55 de ore de instruire pe următoarele teme: 
- Structura atomică
- Periodicitate
- Legături chimice
- Energetică
- Cinetică
- Echilibrul chimic
- Acizi și baze
- Oxidare și reducere
- Chimie organică

și 45 de ore pe două dintre opțiunile cursului standard și 60 de ore de lucru practic. 

### Chimie (2016-2022)

#### Programă

##### Materia de bază SL / HL și extindere HL
- Tema 1: Relații stoichiometrice (13,5 ore)
- Tema 2 + 12: Structura atomică (6/8 ore)
- Tema 3 + 13: Periodicitatea (6/10 ore)
- Tema 4 + 14: Legturi și structuri chimice (13,5 / 20,5 ore)
- Tema 5 + 15: Energetică / termochimie (9/16 ore)
- Tema 6 + 16: Chinetică chimică (7/13 ore)
- Tema 7 + 17: Echilibrul chimic (4,5 / 8,5 ore)
- Tema 8 + 18: Acizi și baze (6,5 / 16,5 ore)
- Tema 9 + 19: Procese Redox (8/14 ore)
- Tema 10 + 20: Chimie organică (11/23 ore)
- Tema 11 + 21: Măsurarea și prelucrarea datelor (10/12 ore)

##### Opțiuni
- Opțiunea A: Materiale (15/25 ore)
- Opțiunea B: Biochimie (15/25 ore)
- Opțiunea C: Producerea de energie (15/25 ore)
- Opțiunea D: Chimie farmaceutică (15/25 ore)

### Biologie (2009-2015)
Biologia este știința vieții și a organismelor vii. În afară de teoria relevantă, elevii au șansa de a observa și învăța tehnici complexe de laborator (de exemplu, extragerea ADN-ului), precum și de a-și dezvolta păreri cu privire la subiectele controversate din biologie (de exemplu, cercetarea celulelor stem și modificarea genetică). Programa cuprinde treisprezece teme, care trebuie acoperite într-o ordine care variază de la școală la școală: 

#### Nivel standard
80 de ore de instruire pe 6 teme 
- Analize statistice
- Celule
- Chimia vieții
- Genetică
- Ecologie și evoluție
- Sănătate și fiziologie umană

cu 30 de ore de instruire pe două opțiuni dintre următoarele: 
- Nutriția și sănătatea umană
- Fiziologia exercițiului fizic
- Celule și energie
- Evoluție
- Neurobiologie și comportament
- Microbi și biotehnologie
- Ecologie și conservare[13]

#### Nivel înalt
80 de ore de instruire pe 6 teme din cursul standard și 55 de ore pe următoarele 5 subiecte: 
- Acizi nucleici și proteine
- Respirația celulară și fotosinteza
- Botanică
- Genetică
- Sănătatea și fiziologia umană

cu 45 de ore de instruire pe teme suplimentare din cursul SL, plus: 
- Fiziologie umană suplimentară[14]

### Biologie (2016-2022)

#### Programă

##### Materia de bază SL / HL
- Tema 1: Biologie celulară (15 ore)
- Tema 2: Biologie moleculară (21 ore)
- Tema 3: Genetică (15 ore)
- Tema 4: Ecologie (12 ore)
- Tema 5: Evoluție și biodiversitate (12 ore)
- Tema 6: Fiziologie umană (20 ore)

##### Extindere HL
- Tema 7: Acizi nucleici (9 ore)
- Tema 8: Metabolismul, respirația celulară și fotosinteza (14 ore)
- Tema 9: Botanică (13 ore)
- Tema 10: Genetică și evoluție (8 ore)
- Tema 11: Fiziologia animalelor (16 ore)

##### Opțiuni
- Opțiunea A: Neurologie și comportament (15/25 ore)
- Opțiunea B: Biotehnologie și bioinformatică (15/25 ore)
- Opțiunea C: Ecologie și conservare (15/25 ore)
- Opțiunea D: Fiziologia omului (15/25 ore)

### Tehnologie de proiectare (2009-2015)
Temele abordate în acest curs includ: 
- Procesul de proiectare
- Inovația produselor
- Design ecologic
- Materiale
- Dezvoltare de produs
- Proiectare de produs
- Evaluare

cu subiecte suplimentare la nivel superior : 
- Energie
- Structuri
- Proiectare mecanică
- Tehnici avansate de fabricație
- Dezvoltare durabilă.[16]

### Tehnologie de proiectare (2016-2022)

#### Programă

##### Materia de bază SL / HL
- Tema 1: Factori umani și ergonomie (12 ore)
- Tema 2: Gestionarea resurselor și producția durabilă (22 ore)
- Tema 3: Modelare (12 ore)
- Tema 4: De la materia primă până la produsul final (23 ore)
- Tema 5: Inovație și proiectare (13 ore)
- Tema 6: Proiectare clasică (8 ore)

##### Extindere HL
- Tema 7: Proiectarea centrată pe utilizator (UCD – User-centred design) (12 ore)
- Tema 8: Sustenabilitate (14 ore)
- Tema 9: Inovare și piețe (13 ore)
- Tema 10: Producția comercială (15 ore)

### Sport, exerciții fizice și științe ale sănătății (2014-2020)

#### Subiecte

##### Materie de bază
Toți elevii studiază cele 6 teme de bază (80 de ore): 
- Tema 1: Anatomia (7 ore)
- Tema 2: Fiziologia exercițiilor (17 ore)
- Tema 3: Sisteme de energie (13 ore)
- Tema 4: Analiza mișcării (15 ore)
- Tema 5: Abilitatea în sport (15 ore)
- Tema 6: Măsurarea și evaluarea performanței umane (13 ore)

##### Opțiuni
În plus, ei studiază, de asemenea, două dintre următoarele patru opțiuni (30 de ore): 
- Opțiunea A: Optimizarea performanțelor fiziologice (15 ore)
- Opțiunea B: Psihologia sportului (15 ore)
- Opțiunea C: Activitatea fizică și sănătatea (15 ore)
- Opțiunea D: Nutriție pentru sport, exerciții și sănătate (15 ore)

### Sisteme de mediu și societăți (2010-2016)

#### Subiecte
Toate temele sunt obligatorii (adică nu există opțiuni). 
- Tema 1: Sisteme și modele (5 ore)
- Tema 2: Ecosistemul (31 de ore)
- Tema 3: Populația umană, capacitatea de transport și utilizarea resurselor (39 ore)
- Tema 4: Conservarea și biodiversitatea (15 ore)
- Tema 5: Gestionarea poluării (18 ore)
- Tema 6: Problema încălzirii globale (6 ore)
- Tema 7: Sisteme de valori de mediu (6 ore)

Restul de 30 de ore se duc la evaluarea internă (munca practică), ceea ce înseamnă un total de 150 de ore de predare. 

#### Evaluare
Există două componente externe de evaluare și o componentă de evaluare internă. 

##### Evaluarea externă
Calculatoarele sunt necesare pentru ambele lucrări. 
- Lucrarea 1 (45 de puncte care au o pondere de 30% din nota finală, 1 oră) constă în întrebări cu răspuns scurt și întrebări bazate pe date.
- Lucrarea 2 (65 de puncte care au o pondere de 50% din nota finală, 2 ore) constă în: 
  - Secțiunea A: Elevilor li se cere să analizeze și să dea argumente justificate și echilibrate referitoare la o serie de date asupra unui studiu de caz la prima vedere.
  - Secțiunea B: Elevii trebuie să aleagă două întrebări dintr-o listă de patru și să răspundă la acestea în două eseuri structurate.

##### Evaluare internă
Elevii vor trebui să completeze 30 de ore de practică pe tot parcursul cursului. Fiecare dintre cele trei criterii - planificarea (Pl), colectarea și prelucrarea datelor (DCP – Data collection and processing) și discuția, evaluarea și concluzia (DEC) – sunt evaluate de două ori, în timp ce al patrulea criteriu – aptitudinile personale (PS – Personal skills) – este evaluat sumar pe tot parcursul cursului.Punctajul total maxim este de 42, ceea ce reprezintă 20% din nota finală. 

### Informatică (2014-2020)
Cursul de informatică a fost recent actualizat și mutat din grupa a 5-a (unde era un opțional), în grupa a 4-a, devenind un curs complet încă din 2014. Structura și evaluarea cursului s-au schimbat pentru a pune accentul mai mult asupra rezolvării de probleme, decât asupra construirii programelor Java. Modelul programei pentru curs încă diferă de celelalte subiecte din grupa a 4-a. 

#### Programă
Candidații de nivel standard studiază materia de bază SL / HL (80 de ore), precum și nucleul unei opțiuni (30 de ore), în timp ce candidații de nivel superior studiază materia de bază SL / HL (80 de ore), extinderea HL (45 ore), un studiu de caz emis anual (30 de ore) și o opțiune întreagă (30 + 15 ore). Restul de 40 de ore pentru nivelul standard și înalt provin din componenta de evaluare internă, rezultând un total de 150 de ore de predare la SL și 240 de ore la HL. 

##### Materia de bază SL / HL
- Tema 1: Fundamentele sistemului (20 de ore)
- Tema 2: Organizarea calculatorului (6 ore)
- Tema 3: Rețele (9 ore)
- Tema 4: Gândirea algoritmică, rezolvarea de probleme și programare (45 de ore)

##### Extindere HL
- Tema 5: Structuri abstracte de date (23 ore)
- Tema 6: Gestionarea resurselor (8 ore)
- Tema 7: Control (14 ore)

##### Opțiuni
- Opțiunea A: Baze de date (30/45 ore)
- Opțiunea B: Modelare și simulare (30/45 ore)
- Opțiunea C: Știința internetului (30/45 ore)
- Opțiunea D: Programare orientată pe obiecte (30/45 ore)

#### Evaluare
Există trei componente de evaluare externă și două componente de evaluare internă. 

##### Evaluarea externă
Spre deosebire de alte subiecte din grupa 4, calculatoarele nu sunt permise în niciun examen de informatică. 
- Lucrarea 1 (SL: 70 de puncte care au o pondere de 45% din nota finală, 1 oră 30 minute; HL: 100 de puncte care au o pondere de 40% din nota finală, 2 ore și 10 minute) constă în: 
  - Secțiunea A (aproximativ 30 de minute): Întrebări obligatorii cu răspuns scurt privind materia de bază SL / HL și (pentru HL) extensia HL. Unele întrebări sunt comune pentru HL și SL. Punctajul maxim pentru această secțiune este de 25.
  - Secțiunea B (60 de minute pentru SL, 100 de minute pentru HL): 3 (SL) sau 5 (HL) întrebări obligatorii  structurate cu privire la materia de bază SL / HL și extensia HL. Unele întrebări pot fi comune pentru HL și SL. Punctajul maxim pentru această secțiune este de 45 (SL) sau 75 (HL).
- Lucrarea 2 (SL: 45 de puncte care au o pondere de 25% din nota finală, 1 oră; HL: 65 de puncte care au o pondere de 20% din nota finală, 1 oră 20 minute) constă în de la 2 la 5 (SL) întrebări obligatorii bazate pe opțiunea studiată. Pentru HL, întrebările din secțiunea A (45 de puncte) constau din nucleul opțiunii, care poate fi comun pentru lucrarea SL, iar întrebările din secțiunea B (20 de puncte) se bazează pe extinderea opțiunii.
- Lucrarea 3 (numai HL: 30 de puncte care au o pondere de 20% din nota finală, o oră) constă din 4 întrebări obligatorii bazate pe studiul de caz prevăzut, emis anual de organizația IB.

##### Evaluare internă
Și elevii SL și cei HL trebuie să completeze următoarele: 
- O soluție computerizată (30 de ore, 34 de puncte). Elevii vor trebui să dezvolte o soluție pentru un client la o problemă sau o întrebare oferită. Aceasta poate fi sub forma unui sistem complet nou sau a unei adăugări de funcționalități la un sistem existent. Elevii vor trebui să aleagă, să identifice și să colaboreze îndeaproape cu un consilier, un terț care poate ajuta candidatul pe parcursul creării produsului. Candidații vor trebui să realizeze o copertă electronică HTML (nu este evaluată), precum și documentația produsului (maximum 2000 de cuvinte în total), inclusiv un videoclip de 2 până la 7 minute care să prezinte funcționalitatea produsului. Întreaga soluție și documentație este evaluată pe baza a 5 criterii și este comprimată digital într-un fișier ZIP și trimisă pentru moderare.
- Proiectul de la grupa a 4-a (10 ore, 6 puncte). Elevii vor trebui să finalizeze un proiect interdisciplinar cu alți studenți de știință. Acesta este evaluat în funcție de criteriul de competențe personale.

Ambele componente au o pondere de 30% (SL) sau 20% (HL) din nota finală a cursul de informatică. 

## Proiectul de la grupa a 4-a
Toți elevii programului de diplomă, în oricare dintre aceste discipline, cu excepția celor care studiază sisteme de mediu și societăți, vor realiza în mod obligatoriu o investigație interdisciplinară și colaborativă sub forma unui proiect. Evaluarea proiectului din cadrul grupei a 4-a este inclusă în notele de evaluare internă. Elevii care participă la două sau mai multe cursuri din grupa a 4-a vor obține aceeași notă pentru toate cursurile.